# Vladímirovskoye (Adiguesia)
Vladímirovskoye (del ruso: Владимировское) es un pueblo (seló) del raión de Guiaguínskaya en la república de Adiguesia de Rusia. Está situado en la orilla derecha del río Ulka, 16 km al sureste de Guiaguínskaya y 18 km al nordeste de Maikop, la capital de la república. Tenía 78 habitantes en 2010
Pertenece al municipio de Kelermeskaya.